# Berge Østenstad
Berge Østenstad (15 de septiembre de 1964) ajedrecista noruego y sexto GM noruego. Østenstad juega por el club de ajedrez en Asker. aparece en el ranking oficial FIDE como "Ostenstad, Berge".
Hacia 2005, Østenstad había ganado más campeonatos de ajedrez noruego que nadie, siete en total. Los años 1984, 1990, 1994, 1997, 1999, 2003, y  2004.
Østenstad ganó el título de Gran Maestro Internacional en 1987. el alcanzó su primera GM en Gausdal el año 1990, la segunda en Biel el año 1990 y la tercera en Gothenburg el año 2003. Su índice de audiencia alcanzó los 2500 requeridos en 1991. la norma Biel llegó cuando la FIDE liberalizo las exigencias para las normas de los GM permitiéndoles lograrlas antes que los torneos finalicen, e hizo esos cambios retroactivamente.

## Translation note
- Much of the content of this article comes from Berge_Østenstad on the Norwegian-language WikiPedia